# 1981 en bande dessinée
| Années de la bande dessinée : 1978 - 1979 - 1980 - 1981 - 1982 - 1983 - 1984    |
| Décennies de la bande dessinée : 1950 - 1960 - 1970 - 1980 - 1990 - 2000 - 2010 |

Cet article présente les faits marquants de l'année 1981 en bande dessinée.

## Événements
- 23 au 25 janvier : 8e Festival international de la bande dessinée d'Angoulême : Festival d'Angoulême 1981.
- Juin : Aux États-Unis, sortie de Nexus #1 (par Mike Baron et Steve Rude, l'un des comics "indépendants" les plus célébrés), chez Capital Comics puis First Comics puis Dark Horse Comics.
- 1re édition du festival de Saint-Malo « Quai des Bulles ».
- Alejandro Jodorowsky et Moebius lancent L'Incal.
- En Corée, Kim Su-jeong (김수정) s'inspire du manhwa pour enfants des années 1970 pour réaliser Dooly le petit dinosaure qui sera le premier manhwa à être adapté en dessin-animé et à être l'objet de nombreux produits dérivés.
- Disparition de Eerie Publications, éditeur américain spécialisé dans les magazines d'horreur.

## Autres informations

### Revues
Les revues pour adolescents et adultes (À suivre) (numéros 36 à 45), Charlie Mensuel (numéros 144 à 152), Circus (numéros 34 à 44), L'Écho des savanes (numéros 72 à 82), Fluide glacial (numéros 55 à 66), Métal hurlant (numéros 59 à 69), Pilote Mensuel (numéros 80 à 91) sont distribués en kiosque.
Apparition de la revue pour enfant Gomme !, éditée par Glénat, dans un marché où sont déjà présents Spirou et Tintin.

### Films adaptés de bandes dessinées
Sortie en France des films Superman 2, Fais gaffe à Lagaffe (qui reçoit un très mauvais accueil et est toujours mal perçu), Flash Gordon et Popeye.

## Nouveaux albums
En 1981, 62 éditeurs francophones européens ont publié 626 albums, dont une centaine de rééditions.
Les meilleures ventes de l'année sont Le comptoir de Judas, Le secret de la salamandre, le premier tome des Idées noires, L'incal noir, Fables de Venise, Silence et Brooklyn station, terminus cosmos.

### Bande dessinée européenne
| Sortie    | Titre                                                                              | Scénariste          | Dessinateur          | Coloriste       | Éditeur                 |
| --------- | ---------------------------------------------------------------------------------- | ------------------- | -------------------- | --------------- | ----------------------- |
| Janvier   | Freddy Lombard, t. 1 : Le testament de Godefroid                                   | Yves Chaland        | Yves Chaland         |                 | Magic Strip             |
| Janvier   | Bidouille et Violette, t. 1 : Les premiers mots                                    | Bernard Hislaire    | Bernard Hislaire     |                 | Dupuis                  |
| Janvier   | Jonathan, t. 7 : Kate                                                              | Cosey               | Cosey                |                 | Le Lombard              |
| Janvier   | Bob Fish                                                                           | Yves Chaland        | Yves Chaland         |                 | Les Humanoïdes Associés |
| Février   | Bloodstar                                                                          | Richard Corben      | Richard Corben       |                 | Les Humanoïdes Associés |
| Mars      | Le Bal du rat mort                                                                 | Jan Bucquoy         | J. F. Charles        |                 | Éditions Michel Deligne |
| Avril     | Les Aventures extraordinaires d'Adèle Blanc-Sec, t. 5 : Le Secret de la Salamandre | Tardi               | Tardi                |                 | Casterman               |
| Avril     | Valérian, t. 10 : Brooklyn Station : Terminus Cosmos                               | Pierre Christin     | Jean-Claude Mézières | Évelyne Tran-Lê | Dargaud                 |
| Avril     | Le Bar à Joe                                                                       | José Muñoz          | Carlos Sampayo       |                 | Casterman               |
| Avril     | Yakari, t. 6 : Le secret de Petit Tonnerre                                         | Job                 | Derib                | Dominique       | Casterman               |
| Avril     | Les Passagers du vent, t. 3 : Le Comptoir de Juda                                  | François Bourgeon   | François Bourgeon    |                 | Casterman               |
| Mai       | Les Bidochon, t. 2 : Les Bidochon en vacances                                      | Binet               | Binet                |                 | AUDIE                   |
| Mai       | Jeremiah, t. 5 : Un cobaye pour l'éternité                                         | Hermann             | Hermann              | Hermann         | Hachette                |
| Juillet   | Les Sentiers cimentés                                                              | Edmond Baudoin      | Edmond Baudoin       |                 | Futuropolis             |
| Septembre | Canardo, t. 2 : Le chien debout                                                    | Benoît Sokal        | Benoît Sokal         | Benoît Sokal    | Casterman               |
| Octobre   | Le Baron Noir, t. 6 : Le Baron Noir et de Dragon Vert                              | René Pétillon       | Yves Got             |                 | Le Matin                |
| Octobre   | Les Fabuleux Freak Brothers, t. 1 : Complètement partis                            | Dave Sheridan       | Gilbert Shelton      |                 | Artefact                |
| Octobre   | Les Chants de Pyrène, t. 1,                                                        | Jean-Claude Pertuzé | Jean-Claude Pertuzé  |                 | Loubatières             |
| Novembre  | L'institution                                                                      | Binet               | Binet                |                 | AUDIE                   |
| ?         | La Dame assise : La Femme assise                                                   | Copi                | Copi                 |                 | Éditions du Square      |

### Comics
| Sortie | Titre       | Scénariste | Dessinateur | Coloriste | Éditeur |
| ------ | ----------- | ---------- | ----------- | --------- | ------- |
| ?      | à compléter |            |             |           |         |
| ?      | …           |            |             |           |         |

## Naissances
- 4 janvier : Benoît Boucher dit Bill
- 4 janvier : Jeromeuh
- Claire Braud, Nine Antico, Manboou, Anne Guillard, Clément Xavier

## Décès
- 2 novembre : Wally Wood
- 1er décembre : Russ Manning, auteur de comics (Magnus l'anti robot et adaptation en comic strips de Tarzan)
- Décembre : Harry Chesler